# Nekrolog 1633
Nekrolog
◄◄
| ◄
| 1629
| 1630
| 1631
| 1632
| 1633 | 1634 | 1635 | 1636 | 1637 | ► | ►►
Weitere Ereignisse | Allgemeiner Nekrolog 1633
Die Beschreibung der verstorbenen Person sollte so kurz wie möglich gehalten sein und nur deren signifikante Tätigkeit(en) enthalten.
Neue Namen ggf. auch unter dem Geburts- und Sterbedatum, also etwa unter 1. Januar und im Geburts- und Sterbejahr (2024) eintragen (nur bei entsprechender großer Wichtigkeit). Für Beispiele siehe die schon vorhandenen Artikel.
Außerdem über die fünf zuletzt Verstorbenen, zu denen es einen ausreichend guten Artikel für eine Präsentation auf der Hauptseite gibt, nach der todesbedingten Überarbeitung der Artikel ggf. auch unter Wikipedia Diskussion:Hauptseite informieren und sie am besten auch in den anderen Wikipedia-Sprachversionen eintragen. Tipp: Regelmäßig bei news.google.de nach „ist tot“, „gestorben“ oder „verstorben“ suchen.
Wenn eine Person gestorben ist, gibt es viele Seiten zu dieser Person in der Wikipedia, die davon auch betroffen sind und entsprechend aktualisiert werden müssen. Beispiele: Namenübersichtsseite, Geburtsjahr, Geburtsort-Seiten und viele mehr.
Wie finde ich die betroffenen Seiten?
Im Suchfeld auf der linken Seite gibt man den Suchbegriff so ein: „Vorname Nachname“. Dann klickt man auf Volltext und alle Seiten mit entsprechendem Suchtext werden aufgerufen. Hier sieht man dann schnell, wo auch das Todesjahr Sinn macht oder sogar ein Teil des Artikels angepasst werden muss. Auch hilft das „Werkzeug“ auf der linken Seite sehr gut, um solche Seiten aufzufinden: „Links auf diese Seite“. Somit ist die Wikipedia wieder aktuell in allen Bereichen! Hinweis: bei Eintragung der Kategorie „Gestorben JAHR“ wird der Missbrauchsfilter 49 ausgelöst, was jedoch nicht schlimm ist. Siehe: Spezial:Missbrauchsfilter/49
Dies ist eine Liste von im Jahr 1633 verstorbenen bekannten Persönlichkeiten. Die Einträge erfolgen innerhalb der einzelnen Daten alphabetisch sortiert. Tiere sind im Nekrolog für Tiere zu finden.

## Januar
| Tag        | Name                | Beruf, bekannt als                                                   | Alter | Beleg |
| ---------- | ------------------- | -------------------------------------------------------------------- | ----- | ----- |
| 15. Januar | Polykarp Leyser II. | deutscher lutherischer Theologe und Generalsuperintendent in Leipzig | 46    |       |
| 24. Januar | Nathaniel Giles     | englischer Organist und Komponist                                    |       |       |

## Februar
| Tag         | Name                                      | Beruf, bekannt als                                                                  | Alter | Beleg |
| ----------- | ----------------------------------------- | ----------------------------------------------------------------------------------- | ----- | ----- |
| 4. Februar  | Johann Nikolaus II. von Hagen             | kaiserlicher Obrist                                                                 |       |       |
| 9. Februar  | Catherine Henriette de Balzac d’Entragues | Mätresse des französischen Königs Heinrich IV., Marquise von Verneuil               |       |       |
| 14. Februar | Wilhelm Schenk von Limpurg                | württembergischer Obervogt in Göppingen, Erbauer von Schloss Michelbach an der Bilz | 64    |       |
| 16. Februar | Moritz von Hessen-Kassel                  | schwedischer Rittmeister                                                            | 18    |       |
| 16. Februar | Johann Vopelius                           | kursächsischer Offizier                                                             |       |       |
| 21. Februar | Karl Hannibal von Dohna                   | Landvogt der Oberlausitz                                                            |       |       |
| 21. Februar | Andreas Kritzelmann                       | deutscher Kirchenlieddichter                                                        |       |       |
| 28. Februar | Ishin Sūden                               | japanischer                                                                         |       |       |

## März
| Tag      | Name                                | Beruf, bekannt als                                                                            | Alter | Beleg |
| -------- | ----------------------------------- | --------------------------------------------------------------------------------------------- | ----- | ----- |
| 1. März  | George Herbert                      | englischer Geistlicher, Lyriker und Schriftsteller                                            | 39    |       |
| 4. März  | Nicolas Passavant                   | Basler Seidenbandweber                                                                        | 73    |       |
| 6. März  | Giovanni Pietro de Pomis            | italienischer Maler, Medailleur, Architekt und Festungsbaumeister                             |       |       |
| 13. März | Johannes Schader                    | kursächsischer Verwalter von Schloss und Amt Sachsenburg                                      |       |       |
| 15. März | Johannes Oettinger                  | deutscher Geograf, Kartograf und Geodät                                                       | 55    |       |
| 25. März | Boëthius a Bolswert                 | niederländischer Kupferstecher                                                                |       |       |
| 27. März | Pieter Cornet                       | franko-flämischer Komponist und Organist                                                      |       |       |
| 27. März | Joachim Denich                      | deutscher Rechtsgelehrter und Universitätsprofessor                                           |       |       |
| 27. März | Statius von Münchhausen             | Adliger aus der schwarzen Linie derer von Münchhausen                                         | 77    |       |
| 29. März | Johann Georg II. Fuchs von Dornheim | Fürstbischof von Bamberg; Streiter für Gegenreformation; Hexenverfolger, Hexenbrenner genannt | 46    |       |
| 30. März | Jakob Langenwalder                  | Füssener Lautenmacher                                                                         |       |       |

## April
| Tag       | Name                     | Beruf, bekannt als                                                                     | Alter | Beleg |
| --------- | ------------------------ | -------------------------------------------------------------------------------------- | ----- | ----- |
| 3. April  | Bernardus Paludanus      | niederländischer Gelehrter, Botaniker und Arzt                                         | 82    |       |
| 4. April  | Pieter Lastman           | niederländischer Maler                                                                 |       |       |
| 6. April  | Paul Tarnow              | lutherischer Theologe                                                                  | 70    |       |
| 18. April | Joachim Praetorius       | deutscher lutherischer Theologe, Hochschul- und Gymnasiallehrer und Kirchenlieddichter | 66    |       |
| 19. April | Caspar Enderlein         | schweizerisch-deutscher Zinngießer                                                     | 72    |       |
| 21. April | Scipione Dentice         | italienischer Kirchenmusiker und Komponist                                             | 73    |       |
| 28. April | Johann Fugger der Ältere | Kaufmann und Grundbesitzer sowie Herr auf Schloss Babenhausen und Boos                 | 49    |       |
| 30. April | Françoise de Montglat    | Gouvernante der königlichen Kinder Frankreichs                                         |       |       |
| April     | Girolamo Caraffa         | spanischer und kaiserlicher Feldmarschall                                              |       |       |
| April     | Francis Godwin           | englischer Bischof und Schriftsteller                                                  |       |       |

## Mai
| Tag     | Name                                   | Beruf, bekannt als                                                             | Alter | Beleg |
| ------- | -------------------------------------- | ------------------------------------------------------------------------------ | ----- | ----- |
| 11. Mai | Catherine de Clèves, duchesse de Guise | Herzogin von Guise und Gräfin von Eu                                           |       |       |
| 19. Mai | Georg Wolmar von Fahrensbach           | Gouverneur von Livland                                                         | 47    |       |
| 25. Mai | Anton von Bonin                        | Stiftsvogt, Dekan der Kollegiatkirche in Kolberg und Pommerscher Regierungsrat |       |       |
| 25. Mai | Johann von Raesfeld                    | Domherr in Münster                                                             |       |       |
| Mai     | Johann Ludwig Gottfried                | deutscher Theologe, Übersetzer und Autor                                       |       |       |

## Juni
| Tag      | Name                 | Beruf, bekannt als                                      | Alter | Beleg |
| -------- | -------------------- | ------------------------------------------------------- | ----- | ----- |
| 1. Juni  | Paul Sperling        | deutscher späthumanistischer Pädagoge                   |       |       |
| 1. Juni  | Martin Willich       | deutscher lutherischer Theologe                         |       |       |
| 2. Juni  | Joachim Garcaeus     | deutscher Theologe und Geistlicher                      | 65    |       |
| 4. Juni  | Paulus Götz          | deutscher Historiker und Pädagoge                       |       |       |
| 10. Juni | Christoph Pelargus   | deutscher evangelischer Theologe                        | 67    |       |
| 11. Juni | Johannes Crellius    | polnisch-deutscher sozinianischer Theologe und Pädagoge | 42    |       |
| 14. Juni | Christian            | Herzog von Schleswig-Holstein-Sonderburg-Ærø            | 62    |       |
| 17. Juni | Ernesto Montecuccoli | kaiserlicher General im Dreißigjährigen Krieg           |       |       |
| 27. Juni | Salome Alt           | Geliebte des Fürsterzbischofs von Salzburg              | 64    |       |
| 27. Juni | Johannes Scherbeck   | Arzt                                                    |       |       |
| Juni     | Christof Angermair   | deutscher Bildhauer                                     |       |       |
| Juni     | Étienne Brûlé        | französischer Entdecker                                 |       |       |

## Juli
| Tag      | Name                      | Beruf, bekannt als                                    | Alter | Beleg |
| -------- | ------------------------- | ----------------------------------------------------- | ----- | ----- |
| 2. Juli  | Trijntje Keever           | größte jemals vermessene Frau der Welt                | 17    |       |
| 5. Juli  | Margaretha von Österreich | Erzherzogin, Nonne im Descalzas Reales Madrid         | 66    |       |
| 7. Juli  | Lew Sapieha               | polnisch-litauischer Magnat, Politiker und Kriegsherr | 76    |       |
| 8. Juli  | Jean de Merode            | kaiserlicher General                                  |       |       |
| 10. Juli | Matthias Koch             | Augsburger Kaufmann                                   | 52    |       |
| 15. Juli | Giovanni Forti Natoli     | sizilianischer Adliger                                |       |       |
| 16. Juli | Johann Casimir            | Fürst aus der ernestinischen Linie der Wettiner       | 69    |       |

## August
| Tag        | Name                            | Beruf, bekannt als                                                                   | Alter | Beleg |
| ---------- | ------------------------------- | ------------------------------------------------------------------------------------ | ----- | ----- |
| 1. August  | João Rodrigues                  | Jesuit und Missionar, Verfasser bedeutender Werke zur japanischen Sprache und Kultur |       |       |
| 4. August  | George Abbot                    | englischer Prälat                                                                    | 70    |       |
| 4. August  | Baldassarre Cagliares           | Geistlicher des Malteserordens und Bischof von Malta                                 |       |       |
| 10. August | Anthony Munday                  | englischer Autor                                                                     |       |       |
| 11. August | Ulrich von Dänemark             | dänischer Prinz, Administrator des Bistums Schwerin, kursächsischer Reiter-General   | 22    |       |
| 12. August | Jakob Eberlein                  | Bischof von Seckau                                                                   |       |       |
| 12. August | Jacopo Peri                     | italienischer Komponist                                                              | 71    |       |
| 23. August | Giovanni Battista Ruggieri      | italienischer Maler des Barock                                                       |       |       |
| 24. August | Ambrosius Rhode                 | deutscher Mathematiker, Astronom und Mediziner                                       | 56    |       |
| 30. August | Magdalena von Jülich-Kleve-Berg | Tochter Herzog Wilhelms von Jülich-Kleve-Berg und Pfalzgräfin von Pfalz-Zweibrücken  | 79    |       |

## September
| Tag           | Name                        | Beruf, bekannt als                          | Alter | Beleg |
| ------------- | --------------------------- | ------------------------------------------- | ----- | ----- |
| 9. September  | Heinrich von Holk           | General während des Dreißigjährigen Krieges | 34    |       |
| 12. September | Ludovico Settala            | Mediziner in Norditalien                    |       |       |
| 17. September | Johann Ruprecht Hegenmüller | niederösterreichischer Land-Untermarschall  |       |       |
| 27. September | Benjamin Ursinus            | deutscher Astronom und Mathematiker         | 46    |       |

## Oktober
| Tag         | Name                         | Beruf, bekannt als                                                                                            | Alter | Beleg |
| ----------- | ---------------------------- | --- | ----- | ----- |
| 2. Oktober  | Scipione Caffarelli Borghese | italienischer Geistlicher, Kardinal der Römischen Kirche und Erzbischof von Bologna                           | 56    |       |
| 5. Oktober  | Joachim von Loß              | Sohn von Christoph von Loß dem Älteren auf Pillnitz und Graupa (1545–1609) und dessen erster Frau Martha, geb | 56    |       |
| 7. Oktober  | Robert Browne                | Gründer der englischen puritanischen Separatisten                                                             |       |       |
| 10. Oktober | Isaak Habrecht               | Philosoph, Mathematiker, Astronom und Archiater                                                               | 43    |       |
| 11. Oktober | Philaret von Moskau          | Patriarch von Moskau (1619–1633); Oberhaupt der Moskauer Bojarenfamilie Romanow-Jurjew                        |       |       |
| 13. Oktober | Georg Wecker                 | deutscher Mediziner und Physiker                                                                              | 67    |       |
| 14. Oktober | Johannes Nicolaus Furichius  | neulateinischer Dichter, Arzt und Alchemist                                                                   |       |       |
| 20. Oktober | Jean Le Clerc                | französischer Maler                                                                                           | 47    |       |
| 21. Oktober | Johannes Malderus            | römisch-katholischer Theologe, Hochschullehrer und Bischof                                                    | 70    |       |
| 21. Oktober | Nakaura Julião               | japanischer Christ und Märtyrer                                                                               |       |       |
| 24. Oktober | Jean Titelouze               | französischer Organist und Komponist                                                                          |       |       |
| 28. Oktober | Diogo Correia Valente        | portugiesischer Jesuitenmissionar                                                                             |       |       |

## November
| Tag          | Name                        | Beruf, bekannt als                                                           | Alter | Beleg |
| ------------ | --------------------------- | ---------------------------------------------------------------------------- | ----- | ----- |
| 7. November  | Cornelis Jacobszoon Drebbel | niederländischer Erfinder, Physiker und Mechaniker                           |       |       |
| 8. November  | Christian                   | Herzog von Braunschweig-Lüneburg und Bischof von Minden                      | 66    |       |
| 8. November  | Adam Steigleder             | deutscher Organist und Komponist                                             | 72    |       |
| 8. November  | Xu Guangqi                  | Gelehrter und Minister der Ming-Dynastie, bedeutender katholischer Konvertit | 71    |       |
| 13. November | Zacharias von Furtenbach    | katholischer Geistlicher                                                     |       |       |
| 13. November | Zachäus ab Horrich          | Priester und Offizial in Köln                                                |       |       |
| 14. November | William Ames                | reformierter Theologe                                                        |       |       |
| 15. November | Caspar Cunradi              | deutscher Mediziner, Historiker und Lyriker                                  | 62    |       |
| 20. November | Johann Georg Agricola       | deutscher Mediziner                                                          | 75    |       |
| November     | Geurt van Beuningen         | Bürgermeister von Amsterdam                                                  |       |       |
| November     | Robert Johnson              | englischer Komponist und Lautenist                                           |       |       |

## Dezember
| Tag          | Name                               | Beruf, bekannt als                                                                         | Alter | Beleg |
| ------------ | ---------------------------------- | ------------------------------------------------------------------------------------------ | ----- | ----- |
| 1. Dezember  | Hieronymus Lüneburg                | Ratsherr der Hansestadt Lübeck                                                             |       |       |
| 1. Dezember  | Isabella Clara Eugenia von Spanien | spanische Infantin und Statthalterin der spanischen Niederlande                            | 67    |       |
| 3. Dezember  | Johann Philipp von Winkelhausen    | Domherr in Münster, Paderborn und Hildesheim                                               |       |       |
| 8. Dezember  | Ulrich von Lichtenstein            | deutscher Adliger und Höfling                                                              | 69    |       |
| 16. Dezember | Ulrich Stamm                       | deutscher Bildhauer und Baumeister                                                         |       |       |
| 18. Dezember | Theodor Galle                      | niederländischer Kupferstecher                                                             |       |       |
| 23. Dezember | Balthasar Kestner                  | deutscher Hofschneider, Ratsherr und Kämmerer, Vertrauter von Ernst zu Holstein-Schaumburg | 72    |       |
| 25. Dezember | Johannes Clüver                    | deutscher Theologe, Pastor und Historiker                                                  | 40    |       |
| 27. Dezember | Johann Lüders                      | deutscher Jurist und Hochschullehrer                                                       | 41    |       |
| 27. Dezember | Meletius Smotriscius               | ruthenischer Gelehrter, Philologe, Schriftsteller und Theologe                             |       |       |
| 28. Dezember | Maria Maddalena de’ Medici         | achtes Kind von Ferdinand I. de’ Medici und Christine von Lothringen                       | 33    |       |

## Datum unbekannt
| Tag | Name                     | Beruf, bekannt als                                          | Alter | Beleg |
| --- | ------------------------ | ----------------------------------------------------------- | ----- | ----- |
|     | Martino Barbieri         | Schweizer Architekt und Baumeister in Württemberg           |       |       |
|     | Giovanni Bonalino        | Schweizer Baumeister                                        |       |       |
|     | Juan Pablo Bonet         | spanischer Lehrer für „Taubstumme“                          |       |       |
|     | Anna Maria Brentel       | deutsche Malerin, Zeichnerin und Radiererin                 | 19    |       |
|     | Carlo Carafa             | italienischer Soldat und Priester                           |       |       |
|     | Richard Cecil            | englischer Politiker                                        | 62    |       |
|     | Pieter Cornet            | franco-flämischer Organist und Komponist                    |       |       |
|     | Philipp Dirr             | deutscher Tischler und Bildhauer                            |       |       |
|     | Mom Kaeo                 | König des laotischen Reiches Lan Xang                       |       |       |
|     | Jean Mazuel              | französischer Violinist aus der Musikerdynastie Mazuel      |       |       |
|     | Heinrich von Rehnen      | in Dresden und Magdeburg tätiger Münzmeister                |       |       |
|     | Joachim Stegmann         | deutscher Mathematiker und unitarischer Theologe            |       |       |
|     | Jakob Sturm von Sturmeck | Ratsherr und Kanzler der Universität Straßburg              |       |       |
|     | Arnold von Wachtendonck  | Domdechant in Lüttich und Domherr in Münster und Hildesheim |       |       |
|     | Christoph von Waldenfels | bayreuthischer, brandenburgischer und coburgischer Hofrat   |       |       |